# Borodinó (Krasnoyarsk)
Borodinó (del ruso: Бородино́) u oficialmente Ciudad Sujeto Federal de Borodino, es una ciudad del krai de Krasnoyarsk, Rusia, situada a 186 km al nordeste de Krasnoyarsk. En el censo de 2010 tenía una población de 17 423 habitantes. Otros censos de población han sido 19 181 habitantes en 2002 y 18 426 en 1989.

## Historia
Fue fundada en 1949 como colonia minera de carbón. El título de ciudad le fue concedido en 1981.

## Administración

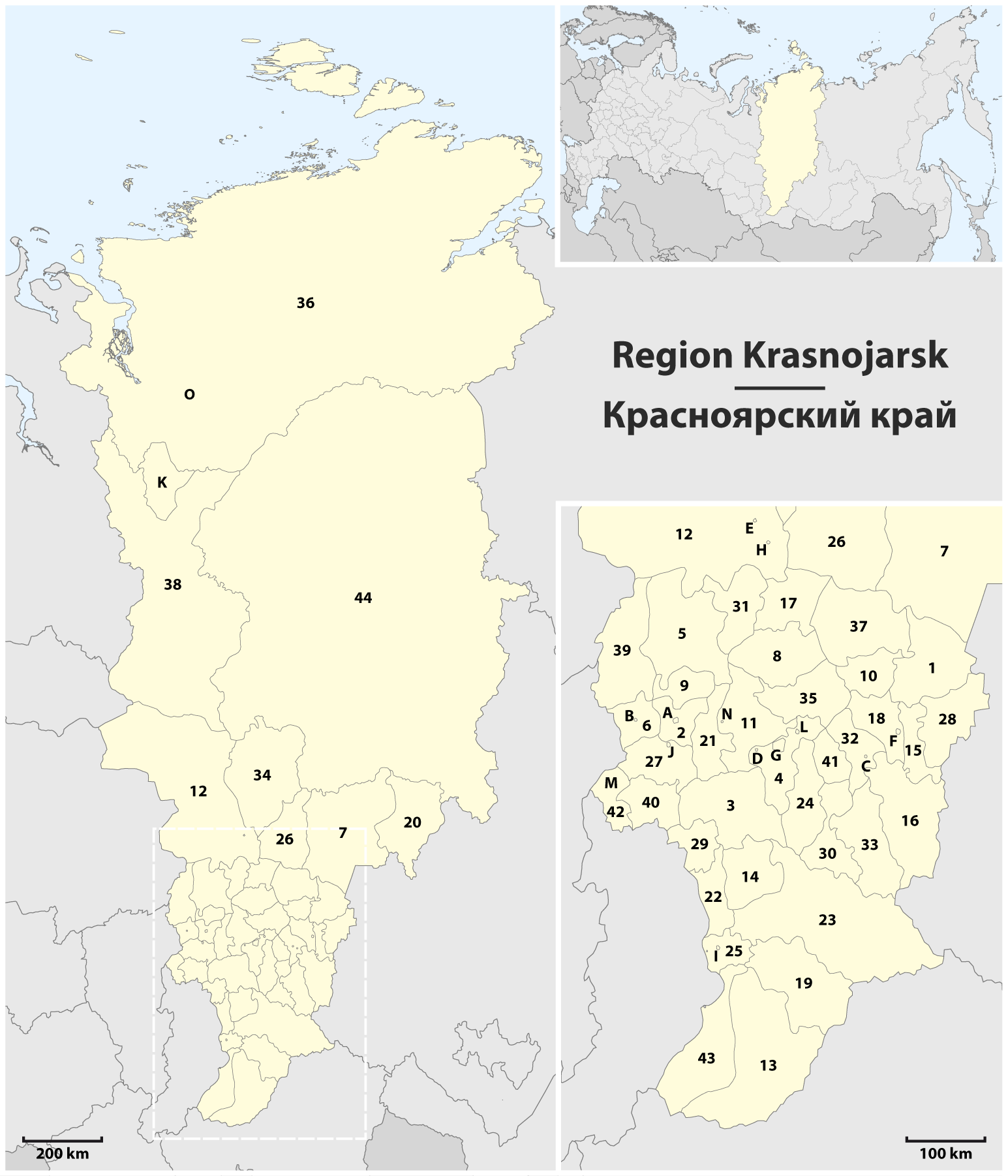
Divisiones de Krasnoyarsk en la que se aprecia Borodino en el mapa de detalle, referencia C.

Está incorporada administrativemente como Ciudad Sujeto Federal de Borodino (una unidad administrativa con estatus igual a la de distrito en las divisiones administrativas de Krasnoyarsk. La ciudad de Borodino está incorporada como Distrito Urbano de Borodino (Urban Okrug).